# De Cock en een dodelijke dreiging
De Cock en een dodelijke dreiging is het dertigste deel uit de detectivereeks De Cock van de Nederlandse auteur Appie Baantjer.

## Verhaal
Rechercheur De Cock filosofeert met zijn driftig elektrisch typende collega Dick Vledder over het papierwerk van de recherche, dat best door een fraaie secretaresse zou kunnen worden gedaan. Hij vertelt met smaak hoe hij ooit meester-inbreker Handige Henkie te slim af was geweest. Hij confronteerde hem met een zorgvuldig samengestelde partij bontmantels, welke verzameling erg leek op de gestolen waar. Daarop bekende de inbreker spontaan zijn kraak en besloot het inbreken te staken om chef in een bontmagazijn te worden. Maar zijn advocaat zette toch nog in op onrechtmatig verkregen bewijs bij de rechtbank. Handige Henkie schonk na het uitzitten van zijn straf zijn al even handige inbrekerswerktuig met liefde aan rechercheur De Cock, die er nog steeds veelvuldig gebruik van maakt. Dick Vledder vertelt vervolgens over een man met een dreigbrief, die zich die middag bij hem vervoegde toen De Cock weg was om broodjes te halen. Volgens zijn achtergelaten visitekaartje betreft het Emile van den Aerdenburg, Churchill-laan te Amsterdam. De dreigbrief is in een priegel handschrift met de duidelijk leesbare zin: Hoeveel is uw leven u waard? Dat bedrag moet binnen een week in een advertentie worden genoemd in de krant De Grafische Heraut. De Cock meent geruststellend nog een week de tijd te hebben om de zaak op te lossen. Dan komt er een melding binnen van een dode man tegen een boom aan de Keizersgracht. Bij hun vertrek naar de plaats delict worden de twee rechercheurs opgehouden door een heer Harredijke. Hij wil aangifte komen doen van ontvangen dreigbrieven. De Cock vraagt Dick Vledder de aangifte op te maken en wandelt zelf naar de Keizersgracht. Hij vraagt zijn collega hem na te komen met de politieauto.
Op de brug bij de Leliegracht ontdekt De Cock de surveillancewagen van de politie. Hij wordt bijgepraat door agent Jaap Alberts, die zegt binnenkort bij de politie te Emmen te gaan werken. Zijn jonge collega had de man ontdekt zittend tegen een boom met drie kogelgaten in zijn lijf. Nadat de lijkschouwer dokter Den Koninghe heeft vastgesteld dat het slachtoffer 1 tot 2 uur dood is, komt alsnog Dick Vledder aanrijden en hij herkent tot zijn verbijstering Emile van den Aerdenburg. Hij vertelt bovendien dat heer Harredijke net heeft verteld vrijwel gelijkluidende dreigbrieven te hebben ontvangen met de tekst: Hoeveel is uw leven u waard?, in hetzelfde priegelschrift. Hun gesprek wordt gestoord door agent Jaap Alberts. Hij komt melden dat na een grondig onderzoek geen kogels in de kleding van het slachtoffer te hebben aangetroffen. Ook personalia, sleutels en zijn niet aangetroffen. Dick Vledder vertelt verder dat Arend Harredijke woont in Amstelveen aan de Keizer Karelweg. Hij wilde echter per se aangifte doen aan de Warmoesstraat bij rechercheur De Cock. Ze besluiten hun collega’s in Amstelveen om bescherming voor hem te vragen. Omdat De Cock een trouwring heeft gezien aan de hand van het slachtoffer, besluit hij de weduwe te gaan opzoeken. Wanneer aan de Churchill-laan op zijn bellen bij de imposante villa niet wordt opengedaan, neemt hij weer zijn toevlucht tot het apparaat van Handige Henkie. Pas na ruim zeven minuten heeft hij zich toegang verschaft. Terwijl Dick Vledder zich vergaapt aan de weelde, worden ze gestoord door een jonge vrouw. Het is Marianne Olthoven, die beweert een latrelatie met het slachtoffer te hebben. Ze heeft hem ook nog tevergeefs gezocht in zijn kantoor aan de Keizersgracht. Nadat ze van zijn dood verneemt, zegt Marianne desgevraagd dat Emile niet meer getrouwd was, na zijn scheiding een jaar eerder. Emile was ontwerper en Marianne wist dat hij dreigbrieven ontving, volgens haar afkomstig van een vrouw.
Terug aan de Warmoesstraat meldt wachtcommandant Jan Kusters dat er op heer Harredijke is geschoten bij zijn woonhuis te Amstelveen. Hij ligt in die plaats in het ziekenhuis met een shock en een vleeswond. De volgende ochtend blijkt de toestand van Arend Harredijke zeer bevredigend, maar De Cock moet zich onverwijld melden bij commissaris Buitendam. Tegenover zijn chef beroept De Cock zich op het uitvoerige nachtelijke rapport van de moord op Emile van den Aerdenburg. Maar zijn chef heeft meer belangstelling voor de mislukte aanslag op Arend Harredijke. Want hij is journalist en zijn hoofdredacteur van De Grafisch Heraut heeft zich verontwaardigd gewend tot de officier van justitie. De krant is van plan het gebrekkig functioneren van de politie aan de orde te stellen, maar De Cock vindt zulks veel te laat. De politie is immers nu al veel te ver afgebroken. Daartegen hadden de hogere politiegeledingen best wat harder kunnen protesteren. De Cock zegt deze keer vrijwillig de kamer te verlaten. Dick Vledder komt terug met nieuws van de sectie. Er is een kogel uit het lichaam gepeuterd en de andere twee inslagen duiden op een schutter die stond en een slachtoffer dat zat. Terwijl de twee rechercheurs verder de zaak bespreken, meldt zich de ex-vrouw van Emile, Charlotte Overdinkel. Ze is gekomen in een auto met chauffeur en ze beschuldigt emotieloos Marianne Olthoven van de moord. Bovendien is zij lid van een schietvereniging. Haar man had ook kennis aan journalist Harredijke, die trouwens vaak zijn dochter meenam als gezelschap. Charlotte vertelt nog aan De Cock dat er zoveel vrouwen in het leven van Emile waren, dat ze weleens dacht dat hij in vrouwen handelde. Maar Marianne heeft een motief voor de moord op Emile, want ze zijn een maand geleden in het geheim getrouwd.
De Cock besluit nu in het kantoorpand aan de Keizersgracht eens goed naar pistoolhulzen te gaan zoeken. Bovendien heeft hij al eerder de sleutels van het pand gevonden in een colbertjasje van het slachtoffer aan de Churchill-laan. Ze willen met hulp van politiefotograaf Bram van Wielingen foto's nemen, het liefst van kogelhulzen. Ze worden gestoord door een jonge vrouw, die zegt daar te werken. Het is Sonja van Poeldijk, die eerst nog flauw valt bij het horen van de naam 'De Cock'. Ze kent haar baas Emile als een veelreizend kledingontwerper. Maar hij voerde op het kantoor geen boekhouding. Via een glas water stelt De Cock haar vingerafdrukken veilig voor dactyloscoop Ben Kreuger. Dat scheelt werk want Sonja werkt ter plekke zodat haar vingerafdrukken vast veelvuldig zullen worden aangetroffen. Dick Vledder heeft inderdaad drie hulzen gevonden en de twee rechercheurs lopen samen terug naar het politiebureau. Op verzoek van Arend Harredijke zoeken ze hem op in het ziekenhuis. Hij beweert beschoten te zijn door een vrouwelijke motorrijder. Als journalist zegt hij gespecialiseerd te zijn in witteboordencriminaliteit. Hij is zeer verrast als De Cock hem vertelt dat Van Aerdenburg dezelfde dreigbrieven kreeg en gisteravond is vermoord. Bij thuiskomst in Amsterdam besluit De Cock dat het tijd wordt Smalle Lowietje te gaan bezoeken. Lowie noemt Emile van den Aerdenburg spontaan 'de landheer'. Hij had een compagnon Jacques van Ieperen, beter bekend als 'Vieze Sjaak'. Emile had een groot landhuis op De Veluwe, waar hij grootse modeshows gaf met mannequins.
De volgende dag meldt Dick Vledder dat Lowietje weer eens uitstekend geïnformeerd was. Emile en Jacques waren inderdaad zakenpartners. De Cock besluit hem thuis op te zoeken aan de Prins Bernardlaan te Baarn. Hij vertelt mevrouw Van Ieperen, die niet weet waar haar man vertoeft, dat zijn zakenpartner Emile is vermoord. Haar man is juist vanwege die moord met onbekende bestemming vertrokken. Maar de echtgenote heeft ook al een dreigbrief gezien in priegelschrift. Terugrijdend uit Baarn beseft De Cock dat de dreigbrieven geen echte dreigbrieven waren, omdat Emile direct werd vermoord en niet na ommekomst van een week. Terug aan de Warmoesstraat krijgen ze het merkwaardige bericht te horen dat Sonja van Poeldijk geen vingerafdrukken op haar kantoor heeft achtergelaten. De Cock beseft dat hij dringend met deze Sonja opnieuw moet praten. Terwijl hij opdracht geeft aan Vledder van een aantal vrouwen het bezit van het motorrijbewijs-A en het motorbezit na te trekken, meldt Lowie zich bij de rechercheurs. Hij heeft het adres van Christine Beekman, alias Blonde Chrissie, aan het Waddenland te Duivendrecht. Vieze Sjaak heeft dit flatje voor Blonde Chrissie gekocht. De Cock besluit haar onmiddellijk op te zoeken. Hij heeft geluk want Christine is thuis en is De Cock nog dankbaar omdat hij ooit een ontevreden liegende klant van haar in zijn hemd heeft gezet. Ze vertelt dat Jacques een dag na de moord op zijn zakenpartner bij haar angstig is ondergedoken. Na een telefoongesprek een half uur geleden met een vrouw is hij met onbekende bestemming vertrokken.
Terugkerend uit Duivendrecht legt De Cock uit dat Jacques op hetzelfde tijdstip op weg is naar zijn dood. Dick Vledder raakt hiervan hevig geëmotioneerd. Bij de recherchekamer zit Arend Harredijke op de rechercheurs te wachten. In pure angst heeft hij het ziekenhuis verlaten, hoewel hij eigenlijk al eerder hersteld was en voor zijn bescherming in het ziekenhuis was gebleven. Maar toen hij daar in een flits de motorrijdster zag is hij gevlucht naar de Warmoesstraat. Hij zal zich verder verstoppen in zijn zomerhuis te Ermelo. De Cock vraagt in een wanhoopspoging welke vrouw zoveel haatgevoelens voor de bedreigde heren heeft kunnen opvatten? De journalist zegt huilend dat De Cock het aan Jacques moet vragen. Rechercheur De Cock laat hem tot woede van Dick Vledder gaan. De twee rechercheurs debatteren verder totdat er een doodgeschoten man wordt gemeld aan de Keizersgracht. Op de plaats delict praat wederom Jaap Alberts hen bij. Deze man zit aan de even kant van de gracht, pal tegenover de vorige plaats delict aan de oneven zijde. Bizar! De Cock vraagt hem Blonde Chrissie in Duivendrecht op te halen ter identificatie, want de grijze speurder heeft al een vermoeden. Ze herkent snikkend haar arme Sjaak. Nadat de sectie op het lijk ordentelijk aan rechercheur Appie Keizer is overgedragen, rijden De Cock en Dick Vledder naar Baarn om de kersverse weduwe te informeren. Laatstgenoemde is ijzig kalm en is ook niet onder de indruk van Blonde Chrissie, een onbetekenend hoertje. Maar na een scherp verhoor komt ook journaliste Tanja bovendrijven, een verhouding die wel bedreigend was. Jacques noemde haar denigrerend 'een stinkgriet'.
Terugrijdend uit Baarn nemen de rechercheurs alle bekende vrouwen nog eens door plus de nog onbekende journaliste Tanja. De Cock vraagt aan Vledder of hij Bram Brakel van De Telegraaf eens wil bellen om Tanja te benoemen. Terug aan de Warmoesstraat heeft de wachtcommandant een brief voor De Cock. Smalle Lowietje geeft het adres van het landhuis van de landheer in Stoutenburg. Hij maakt melding van modeshows met mannequins. Stoutenburg kan wachten tot morgen want De Cock wil eerst Sonja van Poeldijk thuis opzoeken. Omdat er op hun bellen niet wordt opengedaan, neemt De Cock wederom zijn toevlucht tot een bekend apparaatje. Tot hun ontzetting vinden ze haar hangend aan een touw met een krukje onder de voeten. De Cock concludeert tot moord, want Sonja hangt te hoog. Volgens een binnenlopende buurvrouw was ze de laatste weken depressief. Want ze had een vriendin en toen die niet meer kwam begonnen de moeilijkheden. Het betrof een gescheiden vrouw Tanja, die bij Sonja was ingetrokken. Haar naam Tanja Geldrop heeft beneden in de flat nog op het tableau gestaan. Intussen heeft Dick Vledder het bekende priegelschrift in Sonja haar bureau gevonden. Ook duikt er een beschadigde vaas op uit de vuilnisbak. Scherven ervan lagen al op het tapijt, en die duiden op ruzie en niet op zelfmoord. De Cock vraagt Dick nogmaals dringend de Telegraafjournalist te benaderen inzake Tanja. Zo komt boven water dat Tanja twee maanden eerder dood in de Keizersgracht is gevonden exact op de plaats waar eerder deze week twee mannen dood tegen een boom zijn gezet.
De volgende ochtend komt De Cock naar zijn werk in de wetenschap de moordenaar te kennen. Dick Vledder heeft juist de afgelopen nacht slecht geslapen omdat hij geen gat in de zaak ziet. De Cock zegt dat de dader een man is. Hij vond overtuigend bewijs in een geschenkexemplaar van zijn eigen uitgever De Fontein van het werk: Versjes uit de oude tijd. De bekende Vlaamse dichter Guido Gezelle beschreef al Boerke Naas. Laatstgenoemde vroeg een dief hem door hoed, kleed en broek te schieten om thuis geloofwaardiger over te komen. Maar het gedicht met pointe is aan Dick Vledder niet besteed. De Cock zegt hem naar Ermelo te rijden om samen Arend Harredijke te arresteren.
De slotbespreking bij rechercheur De Cock thuis wordt voor deze keer ook opgeluisterd door commissaris Buitendam. Verder zijn Dick Vledder en Appie Keizer aanwezig. De statige politiechef meent dat journalist Harredijke iedereen op een verschrikkelijke manier om de tuin heeft geleid. De Cock meent dat hij in het begin al op 2 meter van de oplossing heeft gestaan. Op het parkeerterrein van het Amstelveense ziekenhuis stonden ze namelijk geparkeerd naast de lichtgrijze Mitsubishi Galant van de journalist. In zijn bagageruimte lagen twee kogels die uit het lijk van Emile van den Aerdenburg waren gerold. Met het apparaat van Handige Henkie had De Cock zich toegang tot de kofferbak kunnen verschaffen. Intussen acteerde Arend dat er ook om hem was geschoten. Hij schreef zichzelf dreigbrieven en deed daarvan aangifte bij Dick Vledder. Ook zijn hoofdredacteur werd ingeschakeld in deze strategie van bluf en misleiding. Desgevraagd legt De Cock het motief uit van de journalist. Zijn enige dochter Tanja was twee maanden eerder dood in de Keizersgracht gevonden. Ze was toevalligerwijs door haar vader in contact gebracht met de textielbaronnen Arend en Jacques. Ze kwam erachter dat de textielhandel slechts een dekmantel was voor een lugubere vrouwenhandel. Jonge vrouwen uit ontwikkelingslanden werden aangetrokken als mannequin in Nederland en vervolgens doorverkocht als sekswerksters. Tanja schreef met hulp van haar vriendin Sonja van Poeldijk een serie artikelen, die ze in kopie naar de twee textielhandelaars stuurde. Vermoedelijk hebben die haar uitgenodigd voor een laatste gesprek en haar vervolgens in de Keizersgracht laten glijden. Na haar dood las Arend pas de artikelen van zijn dochter. Sonja wilde de artikelen aan de politie overhandigen voor nader onderzoek maar de journalist geloofde niet meer in justitie. Hij vond Sonja bereid Emile en Jacques afzonderlijk te benaderen middels een dreigbrief, die hij ook zichzelf schreef. Hoewel de afspraak was dat na de executies Sonja en Arend zichzelf zouden melden bij de politie, zag Arend daar vanaf. In haar appartement maakte Arend ruzie en sloeg Sonja neer met een porseleinen vaas en wurgde haar. Over de laatste daad kreeg hij intense wroeging, hoewel hij toch zelfmoord middels ophanging trachtte te suggereren. Als iedereen is vertrokken wil mevrouw De Cock nog weten wat Sonja deed in het kantoor van Emile aan de Keizersgracht. Arend was bang dat de recherche de artikelen van Tanja daar zou vinden. Het gesprek wordt afgebroken door een telefoontje van wachtcommandant Jan Kusters. In de politiecel aan de Warmoesstraat heeft Arend Harredijke kans gezien zelfmoord te plegen.

## Voetnoot
1. ↑   Merk op dat De Cock dit meedeelt in het bijzijn van zijn directe chef!